# Tanaostigmodes peruviensis
Tanaostigmodes peruviensis är en stekelart som beskrevs av Lasalle 1987. Tanaostigmodes peruviensis ingår i släktet Tanaostigmodes och familjen Tanaostigmatidae.
Artens utbredningsområde är Peru. Inga underarter finns listade i Catalogue of Life.